# 12407 Riccardi
12407 Riccardi è un asteroide della fascia principale. Scoperto nel 1995, presenta un'orbita caratterizzata da un semiasse maggiore pari a 2,4039751 UA e da un'eccentricità di 0,1256374, inclinata di 6,72555° rispetto all'eclittica.